# Waldrada de Worms
Waldrada de Worms o Waldraith (801-¿?), noble casada en 819 en Wormsgau con Roberto III de Worms, con quien tuvo once años después a Roberto IV el fuerte.
Con la muerte de Roberto III ocurrida en 834, se casó con Conrado II de Borgoña, con quien tuvo por hijos a Adelaida de Auxerre y Rodolfo I de Borgoña.
A Waldrada le atribuyen ser hija de san Guillermo de Gellone, lo cual es poco probable. También existe una polémica en torno a si la esposa de Roberto III y Conrado II son la misma persona, por la edad en que vendría siendo madre de Adelaida de Auxerre y Rodolfo I, mayor a los 48 años.
- Datos: Q1286436